# فدریکو چیریکو
فدریکو چیریکو (انگلیسی: Federico Chirico؛ زادهٔ ۱۳ مهٔ ۱۹۸۹) بازیکن فوتبال اهل ایتالیا است.
از باشگاه‌هایی که در آن بازی کرده‌است می‌توان به باشگاه ورزشی لاتزیو اشاره کرد.